# Јон Изагире
Јон Изагире Инсаусти (шп. Ion Izagirre Insausti или шп. Jon Izaguirre Insausti по кастиљанској ортографији; Ормаистеги, 4. фебруар 1989) шпански је бициклиста који тренутно вози за UCI ворлд тур тим — Кофидис. Два пута је освојио Гран при Мигел Индураин, док је по једном освојио Тур де Полоње и Вуелту ал Паис Баско. Два пута је освојио првенство Шпаније у вожњи на хронометар и једном у друмској вожњи, док је освојио бронзану медаљу на Свјетском првенству у екипном хронометру са тимом Мовистар. Остварио је двије етапне побједе на Тур де Франсу и по једну на Ђиро д’Италији и Вуелта а Еспањи.
Његов старији брат Горка Изагире је такође професионални бициклиста.

## Каријера

### Почетак каријере
Рођен је у Ормаистеги, у Баскији, а његов отац Хозе Рамон Изагире био је професионални бициклиста, док је и његов старији брат Горка такође професионални бициклиста. Током јуниорске каријере такмичио се и на друму и у циклокросу, а освојио је првенство Шпаније у циклокросу за возаче до 23 године 2009. Професионалну каријеру почео је у Орбеи 2010. гдје је провео једну сезону, након чега је прешао у Еускалтел—еускади, са којим је прве године завршио класик Пруеба Вилафранка Ордизијако на четвртом мјесту, након што је био у петочланом бијегу који је дошао на циљ испред групе.
Године 2012. остварио је прву побједу у каријери, побиједивши на хронометру на Вуелти а Астуријас у априлу, шест секунди испред Бењата Инчаустија. У мају је возио своју прву гранд тур трку — Ђиро д’Италију. На етапи 16 је био у бијегу, одакле је напао на km до циља и побиједио је 16 секунди испред Алесандра де Маркија, а послије етапе је изјавио да су му сузе наишле када је прешао линију циља и да је то награда за све одрицање које подноси. Године 2013. завршио је првенство Шпаније у друмској вожњи на другом мјесту, двије секунде иза Хесуса Ераде, док је Тур даун андер завршио на четвртом мјесту. У јулу је возио Тур де Франс по први пут, гдје је радио за Наира Кинтану и Алехандра Валвердеа и завршио је на 69 мјесту у генералном пласману.

### 2014—2016.
Након расфориња тима Еускалтел на крају 2013. заједно са братом Горком прешао је у Мовистар. Током сезоне 2014. завршио је Вуелта а Андалузија рута дел сол трку на четвртом мјесту, 33 секунде иза Валвердеа и освојио је првенство Шпаније у друмској вожњи, дошавши на циљ заједно са Валвердеом који му је препустио побједу. У јулу је возио Тур де Франс, гдје је радио за Валвердеа и завршио је на 41 мјесту у генералном пласману, док је Валверде завршио на четвртом.
На почетку 2015. завршио је Волта ао Алгарве на десетом мјесту, два минута и 20 секунди иза Герента Томаса, након чега је класик Гран при Мигел Индураин завршио на другом мјесту, изгубивши у спринту од Анхела Вициоса. У априлу је возио Вуелту ал Паис Баско, гдје је хронометар на последњој етапи завршио на трећем мјесту, пет секунди иза Тома Димулена, захваљујући чему је трку завршио на трећем мјесту у генералном пласману, 29 секунди иза Хоакима Родригеза. У мају је возио Ђиро д’Италију, коју је његов сувозач Андреј Амадор завршио на четвртом мјесту. У јулу је возио Пруеба Вилафранка Ордизијако, гдје је био у бијегу са Анхелом Мадрацом и Аметсом Чуруком, а у спринту је завршио на другом мјесту, иза Мадраца. У августу је возио Тур де Полоње, гдје је био на шестом мјесту пред хронометар на последњој етапи, који је завршио преко минут испред лидера Серхиа Енаа и освојио је трку двије секунде испред Барта де Клерка.
Године 2016. завршио је Вуелта а ла комунидад Валенсијана трку на четвртом мјесту, након чега је завршио Волта ао Алгарве трку на другом мјесту, 19 секунди иза Томаса. У марту је возио Париз—Ницу, гдје је пролог на отварању завршио на петом мјесту, шест секунди иза Мајкла Метјуза. На последњој, седмој етапи, Алберто Контадор је нападао више пута а на последњем успону се издвојио заједно са Тимом Веленсом и Ричијем Портом и завршили су пет секунди испред групе, док је Изагире завршио на десетом мјесту и трку је завршио на петом мјесту у генералном пласману, 37 секунди иза Томаса. Дана 2. априла освојио је Гран при Мигел Индураин класик, гдје је побиједио Енаа у спринту, остваривши прву побједу у сезони. Крајем априла возио је Тур де Романди, гдје је побиједио на прологу на отварању шест секунди испред Димулена и узео је прву лидерску мајицу. До краја је изгубио вријеме и завршио је на трећем мјесту у генералном пласману, 23 секунде иза Кинтане и пет секунди иза Тиба Пиноа. У јуну је возио Тур де Свис, гдје је побиједио на хронометру на осмој етапи, 19 секунди испред Мигела Анхела Лопеза, док је последњу етапу завршио на трећем мјесту и трку је завршио на другом мјесту у генералном пласману, 12 секунди иза Лопеза. Четири дана касније освојио је првенство Шпаније у вожњи на хронометар по први пут, 22 секунде испред Хонатана Кастровијеха. У јулу је возио Тур де Франс, гдје је радио за Кинтану, а на етапи 20 је био у бијегу, одакле је напао на спусту са последњег успона и побиједио је 19 секунди испред Харлинсона Пантана. У генералном пласману завршио је на 47 мјесту, док је Кинтана завршио на трећем. У августу је учествовао на Олимпијским играма у Рио де Жанеиру, гдје друмску трку није завршио, а хронометар је завршио на осмом мјесту, два минута иза Фабијана Канчеларе. У финишу сезоне возио је Енеко тур, који је завршио на осмом мјесту у генералном пласману, минут и 19 секунди иза Никија Терпстре.

### 2017—2018.
Године 2017. прешао је у новоформирани тим Бахреин—мерида. У марту је завршио Париз—Ницу на седмом мјесту у генералном пласману, након чега је Вуелту ал Паис Баско завршио на трећем мјесту, 21 секунду иза Валвердеа и четири секунде иза Контадора, завршивши хронометар на последњој, шестој етапи, на трећем мјесту, 15 секунди иза Приможа Роглича. Средином априла возио је арденске класике, завршивши Амстел голд рејс на седмом мјесту, 14 секунди иза Филипа Жилбера, а Лијеж—Бастоњ—Лијеж је завршио на петом мјесту, у групи која је дошла на циљ три секунде иза Валвердеа и Данијела Мартина. Сезону је наставио на Тур де Романди трци, гдје је хронометар на последњој, петој етапи, завршио на четвртом мјесту, 34 секунде иза Роглича и завршио је на петом мјесту у генералном пласману, минут иза Порта. У јуну је возио Тур де Свис, гдје је седму етапу завршио на другом мјесту, 22 секунде иза Симона Шпилака и дошао је на осмо мјесто у генералном пласману. Хронометар на последњој, деветој етапи, завршио је на четвртом мјесту, 51 секунду иза Роана Дениса и трку је завршио на шестом мјесту у генералном пласману, скоро четири минута иза Шпилака. У јулу је био лидер тима на Тур де Франсу, али је пао на хронометру на првој етапи и морао је да напусти Тур. Касније је утврђено да је доживио лумбални прелом, због чега је завршио сезону.
На почетку 2018. Горка Изагире је такође прешао у тим Бахреин—мерида. У марту је возио Париз—Ницу, гдје је хронометар на четвртој етапи завршио на петом мјесту, 27 секунде иза Ваута Пулса и дошао је на седмо мјесто у генералном пласману, 42 секунди иза Луиса Леона Санчеза. На седмој етапи, чији је циљ био на успону, Сајмон Јејтс је напао на 4  до циља, што је Изагире пратио. Они су стекли 15 секунди предности, а затим је Јејтс поново напао и остварио соло побједу, осам секунди испред Дилана Тунса који је достигао и одспринтао Изагиреа. Захваљујући другом мјесту на етапи, дошао је на друго мјесто у генералном пласману, 11 секунди иза Јејтса и секунду испред брата Горке. На последњој, осмој етапи, на 90 km до циља напали су Давид де ла Круз, Јакоб Фуглсанг, Омар Фраиле и Хесус Ерада, који су достигнути прије врха првог успона, који је Јејтс прешао на трећем мјесту и узео једну секунду бонификације. На спусту су у бијег отишли Жилијен Алафилип, Фуглсанг и Фраиле, али је Фуглсанг пао, док су из групе напали Марк Солер и Де ла Круз на 47 km до циља. Они су достигли Алафилипа, који није могао да их прати, а затим и Фраилеа и Солер је узео три секунде бонификације на другом пролазном циљу. Почетком последњег успона Изагире је напао, што је пратило неколико возача; браћа Изагире су затим пали, након чега их је Јејтс достигао, а затим су заједно достигли групу у којој су били и остали фаворити и завршили су 38 секунди иза Де ла Круза и 35 секунди иза Солера. Солер је другим мјестом освојио трку, док је Изагире завршио на четвртом мјесту, 16 секунди иза и двије секунде иза трећепласираног Горке. Почетком априла возио је Вуелту ал Паис Баско, гдје је последње двије етапе завршио на трећем мјесту и трку је завршио на трећем мјесту у генералном пласману, минут и 40 секунди иза Роглича. У јулу је возио Тур де Франс, гдје је на десетој етапи био у бијегу, али није могао да прати Алафилипа у финишу и завршио је на другом мјесту, минут и по иза. У бијегу је био и на етапи 15, коју је опет завршио на другом мјесту, изгубивши у спринту од Магнуса Корт Нилсена. Тур је завршио на 22 мјесту у генералном пласману. Крајем августа возио је Вуелта а Еспању по први пут у каријери. Трка је стартовала хронометром дугим 8 km, који је завршио на деветом мјесту, 22 секунди иза Роана Дениса. На другој етапи Лауренс де Плус је напао у последњем километру, Валверде и Михал Квјатковски су га пратили а затим престигли; Валверде је побиједио у спринту, док је Изагире завршио у групи осам секунди иза. На четвртој етапи, Сајмон Јејтс је напао на 4 km до врха последњег успона, што није нико пратио у почетку, а затим је за њим кренуо Емануел Букман. Изагире је етапу завршио у великој групи која је на циљ дошла преко 20 секунди иза и пао је на шесто мјесто у генералном пласману. На деветој етапи, одвојио се у финишу заједно са Кинтаном, Ригобертом Ураном, Вилком Келдерманом и Лопезом и завршио је три секунде испред Јејтса, који је преузео лидерску мајицу а Изагире је дошао на пето мјесто у генералном пласману, 17 секунди иза. До краја трке је губио вријеме на брдским етапама и завршио је на деветом мјесту у генералном пласману, 11 минута иза Јејтса. Сезону је завршио на Ђиро ди Ломбардији, коју је завршио на шестом мјесту, у групи која је дошла на циљ 43 секунде иза Пиноа.

### 2019—2021.
Године 2019. прешао је у Астану. Сезону је почео на Вуелта а ла комунидад Валенсијана трци, гдје је хронометар на првој етапи завршио на другом мјесту, пет секунди иза Едвалда Босон Хагена. На четвртој етапи био је дио водеће групе која се одвојила на посљедњем успону, а затим је Адам Јејтс на 400 метара до циља и побиједио је испред Валвердеа, док је Изагире завршио двије секунде иза и узео је лидерску мајицу, седам секунди испред Валвердеа. Посљедња, пета етапа, била је спринтерска, није било промјена и освојио је трку седам секунди испред Валвердеа и Пеља Билбаоа. Сезону је наставио на Вуелта Андалузија рута дел сол трци, гдје је прву етапу завршио на трећем мјесту, пет секунди иза Тима Веленса. Хронометар на трећој етапи завршио је на трећем мјесту, девет секунди иза Веленса и дошао је на треће мјесто у генералном пласману. На четвртој етапи, Сајмон Јејтс је напао на 26 km до циља, на шта нико није реаговао одмах и преко посљедњег успона је прешао са 47 секунди предности. Изагире је радио на темпо у другој групи од шест возача и етапу је завршио на петом мјесту, 26 секунди иза Сајмона Јејтса и дошао је на друго мјесто у генералном пласману. Посљедња етапа била је спринтерска и завршио је на другом мјесту у генералном пласману, седам секунди иза Фуглсанга. Сезону је наставио на Париз—Ници, гдје је на почетним етапама изгуби доста времена. На последњој, осмој етапи, након што су бјегунци достигнути на око 50 km до циља, Кинтана је напао из главне групе, што је пратио Изагире заједно са још возача. Они су стекли предност од минут, али након што је главна група почела да смањује њихову предност, напао је заједно са Тиџејем Ван Гардереном на последњем успону, што нико није пратио, а у групи у којој било остали бјегунци углавном нико није хтио да ради на темпо са Кинтаном. У финишу је Ван Гардерен отпао и Изагире је побиједио 18 секунди испред Оливера Насена, остваривши прву побједу у сезони; трку је завршио на 21 мјесту у генералном пласману. У априлу је возио Вуелта ал Паис Баско, гдје је хронометар на првој етапи завршио на седмом мјесту, 22 секунде иза Максимилијана Шахмана. Циљ треће етапе је био на благом успону, а упркос нападима на циљ је стигла велика група; у спринту је побиједио Шахман, док је Изагире завршио на петом мјесту и дошао је на друго мјесто у генералном пласману. На четвртој етапи, Адам Јејтс је напао на посљедњем успону на 6 km до циља, што су пратили Шахман, Тадеј Погачар и Фуглсанг. Погачар је напао у финишу, Шахман је пратио и почео да спринта на 150 метара до циља и побиједио је испред Погачара, док је Изагире завршио у групи, девет секунди иза и пао је на треће мјесто у генералном пласману, секунду иза Букмана. На петој етапи, Букман је напао на посљедњем успону, остварио је соло побједу и преузео лидерску мајицу, док је Изагире завршио на другом мјесту, минут иза и вратио се на друго мјесто у генералном пласману, прескочивши Шахмана. На посљедњој, шестој етапи, пратио је напад Адама Јејтса на 65 km до циља, што су пратили још Погачар, Фуглсанг и Данијел Мартин и одвојили су се од групе. Возили су заједно до циља, гдје је у спринту побиједио Јејтс, док је Изагире освојио трку, 29 секунди испред Мартина, поставши први баскијски побједник од 2003. када је освојио Ибан Мајо. У мају је возио Ђиро д’Италију, гдје је радио за Лопеза и завршио је на 36 мјесту у генералном пласману. Вуелта а Еспању је завршио на 16 мјесту у генералном пласману, док је Лопез завршио на петом.
Сезону 2020. почео је на Вуелта а ла комунидад Валенсијана трци, коју је завршио на седмом мјесту у генералном пласману, 32 секунде иза Тадеја Погачара, након чега је Вуелта а Андалузија рута дел сол трку завршио на четвртом мјесту, минут и 18 секунди иза Фуглсанга. Због пандемије ковида 19 у марту је прекинута читава сезона у бициклизму, а трке су или одложене или отказане. Након што се сезона наставила у августу, возио је Тур де Полоње, гдје је губио вријеме од почетка и завршио је на 20 мјесту у генералном пласману, шест минута иза Ремка Евенепула. У септембру је возио Тур де Франс, гдје је радио за Лопеза, али је морао да напусти трку током етапе 11, на 25 km до циља, због пада. Након што се опоравио, возио је Вуелта а Еспању, гдје је радио за Александра Власова. На шестој етапи био је у бијегу, одакле је напао на 3 km до циља и побиједио је 25 секунди испред Мајкла Вудса, поставши стоти возач у историји који је остварио побједу на све три гранд тур трке. У бијегу је био и на етапи 17, одакле је напао на 4  до циља, али су га стигли и отишли од њега Давид Году и Ђино Медер и завршио је на трећем мјесту, минут и пет секунди иза Годуа. Вуелту је завршио на 29 мјесту у генералном пласману, преко сат времена иза Приможа Роглича.
На почетку сезоне 2021. у марту је возио Париз—Ницу, гдје је хронометар на трећој етапи завршио на 12 мјесту, 21 секунду иза Стефана Бисежера. На четвртој етапи, Роглич је напао на 4  до циља, што нико није могао да прати, Власов је био у првој групи иза, док је Изагире завршио у другој, 16 секунди иза Роглича и дошао је на пето мјесто у генералном пласману. Циљ шесте етапе био је на благом успону, завршио је у групи од око 40 возача у којој је Роглич побиједио у спринту и дошао је на треће мјесто у генералном пласману, 50 секунди иза Роглича и секунду испред Власова. На седмој етапи, Роглич је напао у последњем километру, пред циљ је достигао Медера који је био у бијегу и остварио је побједу, док је Изагире завршио 15 секунди иза, као и пет секунди иза Власова и пао је на четврто мјесто у генералном пласману. На последњој, осмој етапи, након више падова, Роглич је изгубио преко три минута и испао је из првих десет, а Изагире је завршио на трећем мјесту у генералном пласману, 23 секунде иза Шахмана и четири секунде иза Власова. Почетком априла возио је Вуелту ал Паис Баско, гдје је хронометар на отварању завршио на 43 мјесту, минут и десет секунди иза Роглича. На трећој етапи, Погачар и Роглич су се одвојили на посљедњем успону, на 1,5 km до циља гдје је Погачар побиједио у спринту, док је Изагире завршио 36 секунди иза. На четвртој етапи, након што су бјегунци достигнути на последњем успону, напали су Микел Ланда, Брендон Макналти и Естебан Чавез, које је достигао Јонас Вингегор радећи за Роглича. Чавез је поново напао, што су пратили Изагире, Вингегор, Билбао, Букман и Макналти и стекли су 20 секунди предности до краја успона. На спусту и по равном су повећали предност на 50 секунди, а у спринту Изагире је побиједио испред Билбаоа, остваривши прву побједу у сезони, захваљујући чему је дошао на девето мјесто у генералном пласману, минут и 15 секунди иза Макналтија. На посљедњој, шестој етапи, на 35 km до циља напали су Роглич, Году и Хју Карти, а на посљедњем успону Карти је отпао. Погачар је напао из главне групе у покушају да их достигне, што су пратили Јејтс, Валверде и Вингегор, док је Изагире отпао и завршио је скоро два минута иза, а трку је завршио на десетом мјесту у генералном пласману, три минута иза Роглича. Тур де Романди је завршио на седмом мјесту, минут иза Томаса, а у јуну је возио Критеријум ди Дофине, гдје је хронометар на четвртој етапи завршио на другом мјесту, осам секунди иза сувозача Алексеја Луценка и дошао је на четврто мјесто у генералном пласману. Трку је завршио на седмом мјесту у генералном пласману, 38 секунди иза Порта. Средином јуна освојио је првенство Шпаније у вожњи на хронометар по други пут, 0,08 секунди испред Де ла Круза. У јулу је возио Тур де Франс, гдје је био у бијегу на осмој етапи, али није могао да прати Дилана Тунса на последњем успону и завршио је на другом мјесту, 44 секунде иза. Био је у бијег на још двије етапе, а Тур је завршио на 26 мјесту у генералном пласману. Крајем јула возио је друмску трку на Олимпијским играма 2020. које су због пандемије ковида 19 помјерене за 2021. Отпао је од групе рано и завршио је међу последњим возачима, 16 минута иза Карапаза. У финишу сезоне возио је Вуелта а Еспању, гдје је у првих десет завршио само хронометар на последњој етапи, на десетом мјесту, два минута иза Роглича и трку је завршио на 26 мјесту у генералном пласману, преко сат и по иза Роглича.

### 2022—
Године 2022. прешао је у Кофидис. Сезону је почео на Волта ао Алгарве трци, гдје је пао током друге етапе и морао је да је напусти. Крајем фебруара возио је Гран камињо трку, коју је завршио на шестом мјесту у генералном пласману, два минута иза Валвердеа. Почетком априла је возио Вуелту ал Паис Баско, гдје је хронометар на отварању завршио на осмом мјесту, 20 секунди иза Роглича. На трећој етапи Адам Јејтс је напао на 25 km до циља и одвојила се група од 15 возача, који су достигли Кристијана Родригеза на 18 km до циља. У финишу су покушавали да се одвоје Билбао и Евенепул, али је група пратила и у спринту је побиједио Билбао испред Алафилипа, док је Изагире завршио на осмом мјесту и дошао је на седмо мјесто у генералном пласману јер је Томас изгубио преко седам минута. На петој етапи Евенепул је напао на 14 km до циља и одвојила се група у којој је био и Изагире. У финишу није могао да прати нападе и завршио је на четвртом мјесту, 11 секунди иза Карлоса Родригеза, али је дошао на четврто мјесто у генералном пласману, захваљујући томе што је надокнадио вријеме у односу на друге возаче. На последњој, шестој етапи, након више напада на последњем успону су се одвојили Солер, Власов, Мартинез и Вингегор, а затим их је достигао и Изагире, који је побиједио у спринту и завршио је трку на другом мјесту у генералном пласману, 11 секунди иза Мартинеза. У јулу је возио Тур де Франс, гдје је био у бијегу на три етапе заредом, а десету етапу завршио је на 15 мјесту. У генералном пласману завршио је на 39 мјесту.
Почетком сезоне 2023. возио је Гран камињо, гдје је другу етапу завршио на трећем мјесту, 24 секунде иза Вингегора, који је напао на 2 km до циља и остварио соло побједу. Трку је напустио прије почетка хронометра на четвртој етапи. Дана 1. априла возио је Гран при Мигел Индураин класик, гдје је напао заједно са Игитом на 10 km до циља, а затим је напао у финишу и остварио побједу двије секунде испред Игите, освојивши трку по други пут у каријери. Два дана касније стартовао је Вуелту ал Паис Баско. На трећој етапи, Вингегор је напао на последњем успону и остварио побједу двије секунде испред Ланде и Енрика Маса, док је Изагире напао из групе иза и завршио је на четвртом мјесту, осам секунди иза Вингегора и дошао је на пето мјесто у генералном пласману. На четвртој етапи, Вингегор је напао на последњем успону, што је пратио само Ланда и стекли су 30 секунди предности. Вингегор је радио сам на челу, Ланда је само пратио, због чега је група смањила заостатак, али су стигли двије секунде испред, а у спринту је побиједио Вингегор. Изагире је завршио у групи, али се његов заостатак у генералном пласману са 20 повећао на 33 секунде иза Вингегора, због секунди бонификације. На петој етапи, група се раздвојила на последњем успону, у првој групи остала су 22 возача, међу којима је био и Изагире. У спринту је побиједио Игита, а Изагире је пао на шесто мјесто у генералном пласману, након што је Матијас Скјелмосе узео шест секунди бонификације током етапе. На последњој, шестој етапи, Вингегор и Мас су напали на последњем успону, али је Мас отпао и група га је достигла. Изагире је радио у групи, из које је Џејмс Нокс напао у финишу и завршио на другом мјесту, док је Изагире одспринтао групу и завршио је на трећем мјесту, 49 секунди иза Вингегора и трку је завршио на трећем мјесту у генералном пласману, минут и по иза Вингегора. У јулу је возио Тур де Франс, гдје је био у бијегу на етапи 12, одакле је напао на 2,4 km до врха последњег успона, који је био на 30  до циља, што нико није могао да прати и остварио је побједу скоро минут испред Матјуа Биргодоа и Матеа Јоргенсена. То му је била друга побједа на Туру, након што је остварио једну етапну побједу 2016. године, а то је такође била друга побједа за тим Кофидис на Туру 2023. који прије почетка трке није имао ниједну побједу 15 година. Био је у бијегу на још двије етапе, а у генералном пласману завршио је на 45 мјесту. Недељу дана послије Тур де Франса возио је Класик Сан Себастијан, на којем је Евенепул напао на 73 km до циља, што су пратили само Билбао, Власов и Алберто Бетиол, а у бијегу су претходно били Ромен Барде и Натан ван Хојдонк. На претпоследњем успону, на 36 km до циља, у првој групи су остали само Евенепул, Билбао и Власов, док је Изагире радио у другој групи, али се заостатак стално повећавао. Евенепул је побиједио Билбаоа у спринту, док је из друге групе напао Нилсон Паулес и завршио на четвртом, а Изагире на петом мјесту, скоро три минута иза Евенепула. У септембру је возио класике у Канади, гдје је Гран при сајклисте де Квебек завршио на 65 мјесту, преко минут иза групе коју је одспринтао Арно де Ли. Два дана касније возио је Гран при сајклисте де Монтреал, гдје је Адам Јејтс напао на успону у посљедњем кругу, што је пратио само Павел Сиваков. Изагире није могао да прати возаче из групе и завршио је на осмом мјесту, 24 секунде иза Јејтса. На крају сезоне возио је Ђиро ди Ломбардију, гдје се на успону Пасо ди Ганија, на 30 km до циља, одвојила група од седам возача. Изагире није успио да испрати групу и завршио је на 40 мјесту, скоро девет минута иза Погачара који је остварио соло побједу након напада на врху успона.
Сезону 2024. почео је на класицима у Шпанији, гдје му је најбољи резултат било 12 мјесто на Вуелта чиклиста а ла регион де Мурсија трци, коју је завршио минут и 45 секунди иза Бена о Конора. У марту је Париз—Ницу завршио на 26 мјесту у генералном пласману, преко пола сата иза Јоргенсена. Дана 30. марта возио је Гран при Мигел Индураин класик, на којем је Макналти напао на 10 km до циља, а на 2 km до циља достигао је Максим ван Гилс. У спринту је побиједио Макналти, док је из групе у последњем километру напао Оскар Онли и завршио на трећем мјесту, док је Изагире завршио на четвртом мјесту.
 Два дана касније стартовао је Вуелту ал Паис Баско, гдје је хронометар на отварању завршио на десетом мјесту, 21 секунду иза Роглича. На другој етапи задржан је у паду који се десио на 5 km до циља и изгубио је 23 секунде. На четвртој етапи, због пада који се десио на 36 km до циља, трку су морали да напусте Роглич, Евенепул и Вингегор, који су били у првих десет, а етапа је неутралисана и вријеме се није рачунало за генерални пласман. На последњој, шестој етапи, Карлос Родригез је напао на 30  до циља, на шта је реаговао прво лидер трке Скјелмосе, а затим и Хуан Ајусо. Родригез и Ајусо су отишли од Скјелмосеа, док Изагире није могао да прати друге возаче и завршио је два у по минута иза, а у генералном пласману је завршио на деветом мјесту, три минута иза Ајуса.